# 道安駅
道安駅（トアンえき）は、大韓民国忠清北道曽坪郡道安面にある韓国鉄道公社忠北線の駅である。
旅客の取り扱いが終止されたが、一部の観光列車が停車する。

## 駅構造
- 島式ホーム2面4線の地上駅。

## 駅周辺
駅付近にはセメント工場があり、貨物の取り扱いが盛んである。
- 宇進産電 曽坪工場

## 歴史
- 1960年12月25日 - 普通駅として開業。
- 1961年8月1日 - 配置簡易駅に格下。
- 1965年12月30日 - 再び普通駅に昇格。
- 1980年10月12日 - 忠北線複線化に伴い駅舎新築。
- 2007年6月1日 - 旅客取り扱い中止。一部の臨時観光列車のみが停車。

## 隣の駅
韓国鉄道公社
忠北線
曽坪駅 - （道安駅） - （甫川駅） - 陰城駅